# Philip Winchester

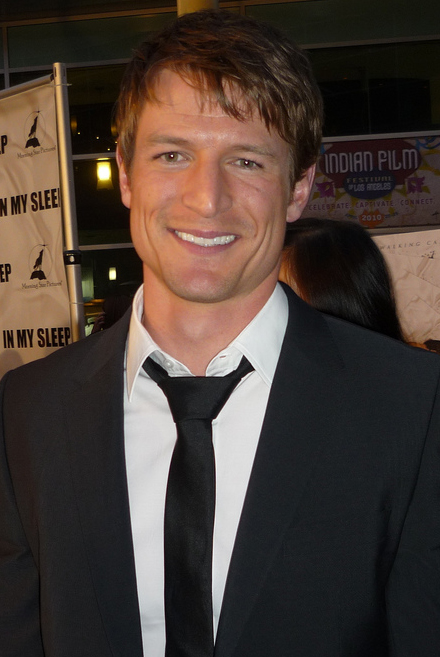
Philip Winchester (April 2010)

Philip Winchester (* 24. März 1981 in Belgrade, Montana) ist  ein US-amerikanisch-britischer Schauspieler.

## Leben
Philip Winchesters Vater ist US-Amerikaner, seine Mutter Britin, weshalb er heute im Besitz beider Staatsbürgerschaften ist. Er wuchs bis zu seinem 18. Lebensjahr in der Kleinstadt Belgrade in Montana auf, wo er im Jahr 1999 die Highschool beendete. Danach zog er nach London, um an der London Academy of Music and Dramatic Art (LAMDA) Schauspiel zu studieren.
Seine erste Rolle hatte er jedoch bereits 1998 als Statist im Actionfilm The Patriot – Kampf ums Überleben, der in der Nähe von Bozeman in Montana gedreht wurde. Es folgten weitere kleine Rollen in England, darunter der 2006 produzierte Kriegsfilm Flyboys – Helden der Lüfte. 2008 stand er als Hauptdarsteller in der kurzlebigen Abenteuerserie Crusoe als Robinson Crusoe vor der Kamera, ehe er 2011 eine tragende Nebenrolle in der Historienserie Camelot bekam.
Philip Winchester ist seit Dezember 2008 mit Megan Marie Winchester verheiratet.

## Filmografie (Auswahl)
- 1998: The Patriot – Kampf ums Überleben (The Patriot)
- 2004: Thunderbirds
- 2005: CSI: Miami (Fernsehserie, Episode 4x09)
- 2006: Flyboys – Helden der Lüfte (Flyboys)
- 2007: Der Erde so nah (El Corazon de la Terra)
- 2008: Crusoe (Fernsehserie)
- 2009: Solomon Kane
- 2009: Alice im Wunderland (Alice, Fernsehzweiteiler)
- 2010: Warehouse 13 (Fernsehserie, Episode 2x03)
- 2010–2011: Fringe – Grenzfälle des FBI (Fringe, Fernsehserie, 4 Episoden)
- 2011–2015, 2017: Strike Back (Fernsehserie, 42 Episoden)
- 2011: Camelot (Fernsehserie, 10 Episoden)
- 2014: 24: Live Another Day (Miniserie, 3 Episoden)
- 2015: The Player (Fernsehserie, 9 Episoden)
- 2016–2017: Chicago P.D. (Fernsehserie, 3 Episoden)
- 2017: Chicago Justice (Fernsehserie, 13 Episoden)
- 2018–2019: Law & Order: Special Victims Unit (Fernsehserie, 30 Episoden)
- 2020: Rogue Hunter (Rogue)
- 2021: Danger Park – tödliche Safari (Spielfilm)